# روح کانترویل (فیلم ۱۹۴۴)
روح کانترویل (انگلیسی: The Canterville Ghost) فیلمی در ژانر کمدی و فانتزی به کارگردانی جولز دسین و نورمن زد مک‌لئود است که در سال ۱۹۴۴ منتشر شد.

## بازیگران
- چارلز لوتن
- رابرت یانگ
- مارگارت اوبرایان
- ویلیام گارگان
- رجینالد اوئن
- اونا اوکانر
- فرانک فیلن
- مایک مازورکی
- پیتر لافورد
- الیزابت ریسدون
- ویل استنتون